# Enrico Tamberlik
Enrico Tamberlik, o Tamberlick (Roma, 16 marzo 1820 – Parigi, 13 marzo 1889), è stato un tenore italiano.
Nato a Roma, Tamberlik potrebbe aver avuto origini rumene e il suo vero nome essere Nikita Torna. Studiò dapprima a Napoli con Zirilli e Borgna, quindi a Bologna con Giacomo Guglielmi, infine a Milano con De Abella. Debuttò nel 1837 nel ruolo di Arnoldo nel Guglielmo Tell di Rossini, quindi si esibì al Teatro Apollo di Roma nel ruolo di Gennaro in Lucrezia Borgia di Donizetti e di nuovo Arnoldo. Tamberlik cantò poi al Teatro Fondo di Napoli nel 1841, con lo pseudonimo di Enrico Danieli, come Tebaldo in I Capuleti e i Montecchi di Bellini, e nella stagione 1842-1843 fece il suo debutto al Teatro San Carlo, col nome di Enrico Tamberlik. Cantò anche a Madrid e Barcellona.
Nel 1850 fu per la prima volta alla Royal Opera House al Covent Garden di Londra, nel ruolo di Masaniello in La muta di Portici di Auber: si esibì al teatro londinese fino al 1869. Fu anche ospite fisso al Teatro Mariinskij di San Pietroburgo dal 1850 al 1863, dove fu il primo Alvaro ne La forza del destino di Verdi, la cui prima rappresentazione andò in scena il 10 novembre 1862. Fece la sua prima apparizione al Théâtre-Italien di Parigi nel 1858, e vi tornò regolarmente fino al 1877.
Cantò al Teatro Colón di Buenos Aires nel 1857 nel ruolo di Alfredo in La traviata di Verdi, e all'Academy of Music di New York durante la stagione 1873-1874. La sua ultima apparizione alla Royal Opera House è datata 1870: andò in tournée in Spagna nel 1881 e poco dopo si ritirò dalle scene. Morì nel 1889 a Parigi, a 69 anni.
Secondo le testimonianze dell'epoca, Tamberlik possedeva una robusta voce tenorile con un vibrato molto marcato e note acute molto sonore. Queste qualità, unite a un aspetto imponente, lo rendevano particolarmente adatto ai ruoli eroici, ad esempio Jean in Le prophète di Meyerbeer, Arnoldo nel Guglielmo Tell e Manrico ne Il trovatore di Verdi. Altri ruoli notevoli che si trovò a interpretare furono Otello, Pollione, Arturo, Ernani, Roberto il diavolo, Faust, Don Ottavio, Florestano, Max, Poliuto e Benvenuto Cellini.
Francesco Tamagno (1850-1905) fu considerato il più grande successore di Tamberlik fra i tenori eroici: un'eco della voce di Tamberlik si può ricavare dalle incisioni che Tamagno registrò nel 1903 e 1904.

## Repertorio operistico
- Daniel Auber
  - La muta di Portici (Masaniello)
- Ludwig van Beethoven
  - Fidelio (Florestano)
- Vincenzo Bellini
  - I Capuleti e i Montecchi (Tebaldo)
  - Norma (Pollione)
  - I puritani (Arturo)
- Hector Berlioz
  - Benvenuto Cellini (Benvenuto Cellini)
- Gaetano Donizetti
  - Lucrezia Borgia (Gennaro)
  -  Poliuto (Poliuto)
  - Don Pasquale (Ernesto)
- Charles Gounod
  - Faust (Faust)
- Giacomo Meyerbeer
  - Roberto il diavolo (Roberto)
  - Gli ugonotti (Raoul de Nagis)
  - Il profeta (Jean de Leyde)
  - L'africana (Vasco da Gama)
- Wolfgang Amadeus Mozart
  - Don Giovanni (Don Ottavio)
- Gioachino Rossini
  - Otello (Otello)
  - Guglielmo Tell (Arnoldo Melchtal)
- Giuseppe Verdi
  - Ernani (Ernani)
  - Rigoletto (Duca di Mantova)
  - Il trovatore (Manrico)
  - La forza del destino (Don Alvaro)
- Carl Maria von Weber
  - Il franco cacciatore (Max)